# (17377) 1981 EF5
A (17377) 1981 EF5 a Naprendszer kisbolygóövében található aszteroida. Schelte J. Bus fedezte fel 1981. március 2-án.